# Dig vi lovsjunger, ärar
Dig vi lovsjunger, ärar är en psalm utifrån latinsk text som tolkades av Anders Frostenson 1980. (1975, enl uppgift i 1986 års Psalmbok, Verbums utgåva 2002 "Den Svenska Psalmboken med tillägg".). Tonsatt 1975 av Carl Bertil Agnestig.

## Publicerad i
- Cantarellen 1984 som nummer 15.[3]
- Den svenska psalmboken 1986 som nr 443.
- Psalmer och Sånger 1987 som nr 499 under rubriken "Kyrkoåret - Fastan".[2]
- Segertoner 1988 som nr 442 under rubriken "Ur kyrkoåret - Advent".[1]
- Sång i Guds värld Tillägg till Svensk psalmbok för den evangelisk-lutherska kyrkan i Finland 2015 som nr 847 under rubriken "Kyrkoåret".
- Hela familjens psalmbok 2013 som nummer 66 under rubriken "Hela året runt".[4]